# Peter Böger
Peter Böger (* 23. März 1935 in Bremerhaven; † 22. Oktober 2015 in Konstanz) war ein deutscher Biologe und Botaniker.

## Leben
Peter Böger studierte Biologie an den Universitäten in Göttingen und München. In Göttingen schloss er sich der Burschenschaft Hannovera an. 1959 war er gemeinsam mit Werner Thies für neun Monate an einem DFG-Projekt Bekämpfung von Baumwollschädlingen in Ägypten tätig. Er wurde 1963 mit der Arbeit Das Strukturproteid aus Chloroplasten einzelliger Grünalgen und seine Beziehung zur Chlorophyll an der Universität Göttingen zum Dr. rer. nat. promoviert und war Wissenschaftlicher Mitarbeiter am dortigen Pflanzenphysiologischen Institut. Von 1964 bis 1967 arbeitete er am C.F. Kettering Research Lab. in Yellow Springs, Ohio, anschließend wissenschaftlicher Assistent am Botanischen Institut der Universität zu Köln. 1970 wechselte an die Ruhr-Universität Bochum, wo er sich mit einer Schrift über Algenferrodoxine habilitierte. 1972 erhielt Böger einen Ruf auf den Lehrstuhl Physiologie und Biochemie der Pflanzen an die junge Universität Konstanz und war wesentlich eingebunden in den Aufbau des Fachbereichs Biologie. Von 1981 bis 1990 war er Fachbereichsdekan. 2003 wurde er emeritiert.
Schwerpunkt seiner Arbeit war die Pflanzenphysiologie und pflanzliche Biochemie sowie die Stickstofffixierung und Bioenergetik von Cyanobakterien. Er engagierte sich in zahlreichen wissenschaftlichen Gremien. Er forschte zu molekularen Wirkungsweise von Herbiziden. Er war Generalsekretär der Federation of European Societies of Plant Physiology, der weltweit größten wissenschaftlichen botanischen Gesellschaft. Er war Sprecher zweier Sonderforschungsbereiche der Deutschen Forschungsgemeinschaft.